# 김혜림 (가수)
김혜림(1968년 5월 19일 ~ )은 대한민국의 가수이다.

## 학력
- 서울논현초등학교 (졸업)
- 진선여자중학교 (졸업)
- 은광여자고등학교 (졸업)
- 서울예술전문대학 연극과 전문학사 (졸업)

## 생애
김혜림의 어머니는 가수 겸 배우인 나애심(본명 전봉선)이다. 혜림의 이름은 아버지가 지었지만, 정작 혜림은 단 한번도 아버지를 본 적이 없다. 집안에서는 불문율처럼 아버지 이야기를 거론하지 못했다고 한다. 어린 시절 집에서 우연히 발견한 사진으로 아버지 얼굴을 처음 봤다고 한다. 2007년 5월 18일 SBS 《김승현 정은아의 좋은 아침》에 출연해 힘든 시기를 신앙의 힘으로 이겨냈다고 고백했다.
1988년 KBS 예능 프로그램 《젊음의 행진》에서 전속으로 조직한 아이돌 그룹 '통크나이'의 일원으로 활동하며 데뷔했다. 1989년 솔로로 독립하여 《디디디》로 그 해 MBC 10대 가수 가요제에서 신인상을 받았다. 대표곡은 《디디디》,《이젠 떠나가 볼까》, 《날 위한 이별》등이 있다.

## 활동기
- 조용필이 나애심의 팬이라서 김혜림의 집에 자주 놀러왔는데 김혜림의 재능을 알아보고는 가수를 시킬 것을 제안한다.
- 훗날 김혜림은 조용필의 제자로 들어가서 데뷔하게 된다. 다만 나애심은 딸을 가수로 키우자는 조용필의 제안에 필사적으로 반대하였는데 결국에는 김혜림은 어머니처럼 가수가 된다.
- 1988년 KBS의 예능프로그램 《젊음의 행진》에서 각기 다른 소속사의 신인과 연습생들을 모아 《젊음의 행진》 전속으로 활동하는 아이돌 그룹 '통크나이'를 조직했고, 김혜림도 여기에 포함되어 데뷔하게 되었다.
- 통크나이에는 김혜림 외에도 소방차의 멤버인 이상원과 최근 SBS 《불타는 청춘》에 출연했던 안혜지, 이규석 등이 소속되어 있었다.
- 그룹 전체가 노래 뿐만 아니라, MC도 보는 등 당시로선 획기적인 기획이었다.
- 이듬해인 1989년엔 솔로로 데뷔했고, MBC 《10대 가수 가요제》에서 신인상을 받는 등 흥행에 성공한다. 대표곡으로 신인상을 안겨준 'DDD'이젠 떠나가 볼까', '있는 그대로', 그리고 후술할 '날 위한 이별' 이 있다.
- 1994년 김혜림은 4집 앨범 《Kim Hyelim 4》를 직접 제작했다. 타이틀곡 '날 위한 이별'은 오랜 기간 여성들의 대표적인 노래방 애창곡이었다.
- 1998년 정규 7집, 1999년 베스트 음반을 낸 이후 라디오 DJ와 연기자로 활동했다.
- 2007년 디지털 싱글 《어쩌면 좋아》를 발매하며 트로트 가수로 전향했다.
- 세미 트로트 장르로 중독성이 강한 '어쩌면 좋아' 슬픈 발라드 '이사람', 기존 김혜림 스타일의 느낌이 그대로 묻어나는 '남자는 다 마찬가지' 등이 수록됐다.
- 김혜림은 2017년 12월 별세한 어머니를 10년 넘게 병간호 하느라 간간이 공연 무대에 오르면서도 방송과는 거리를 두었다.

## 앨범
- 1집 《디디디(DDD)》《난 이제 알아》(1989년)
- 2집 《때가 되면》《이젠 떠나가 볼까》(1991년)
- 3집 《김혜림 "있는 그대로"》(1993년)
- 4집 《날 위한 이별》(1994년)
- 5집 《Beyond The Sorrow - "멀어진 지금"》(1996년)
- 6집 《Beginning - "Memory"》(1997년)
- 7집 《Good Bye》《이제는 돌아와 거울앞에 선》(1998년)
- 김혜림 99 Best [compilation](1999년]
- 김혜림 싱글앨범 - 어쩌면 좋아 (2007년 4월 24일)

## 가족 오락관
- 1995년 1월 6일
- 1995년 8월 17일
- 2005년 1월 15일
- 2005년 4월 30일
- 2005년 6월 18일
- 2005년 12월 31일
- 2006년 5월 13일
- 2006년 7월 22일
- 2006년 11월 4일
- 2007년 2월 10일
- 2007년 5월 5일
- 2007년 7월 28일
- 2007년 10월 13일
- 2007년 12월 15일
- 2008년 4월 12일
- 2008년 6월 28일

## 출연

### 드라마
- 2006년 MBC 《오버 더 레인보우》

### 예능
- 2018년 SBS 《불타는 청춘》

### 광고
- 롯데제과 롯데 만보콘(1991년)

## 수상
- 1989년 MBC 10대 가수 신인상
- 2000년 MBC 연기대상 라디오 부문 인기상 (즐거운 오후 2시)

## 같이 보기
- 하수빈
- 강수지
- 김명철
- 윤상